# Ion Bungescu
Ion Bungescu (n. 16 martie 1898, Retevoiești, județul Argeș – d. 19 aprilie 1948, București) a fost un general și inventator român.
În perioada 1913-1916 a urmat cursurile Liceului Militar Mănăstirea Dealu, iar în perioada 1916-1917 Școala de Ofițeri de Artilerie și Geniu, fiind avansat sublocotenent în data de 1 iunie 1917. În timpul Primului Război Mondial a participat la campania din Moldova comandând o subunitate din cadrul Regimentului 15 Obuziere. În anul 1918 este avansat la gradul de locotenent. La încheierea războiului a solicitat trecerea în arma artilerie antiaeriană.
În 1925 a fost trimis în Franța la specializare și, în același an este avansat la gradul de căpitan. În anul următor se reîntoarce în țară și este numit comandantul primei baterii de tunuri antiaeriene Skoda cal. 76,2 mm. În această perioadă a realizat un aparat de conducere a focului artileriei antiaeriene.
A urmat Școala Superioară de Război din București (1930-1932) și apoi Școala Superioară de Război Saint-Cyr (1932-1933).
La întoarecerea în țară a organizat învățământul militar în domeniul apărării contra aeronavelor. În data de 01.04.1938, maiorul Ion Bungescu a fost numit comandat al Centrului de instrucție pentru trageri antiaeriene din București.
În al Doilea Război Mondial a luptat pe Frontul din Vest, din 1944 fiind șef de stat major de mare unitate.
După război a ocupat posturi de răspundere în organele centrale ale MApN.

## Activitatea științifică

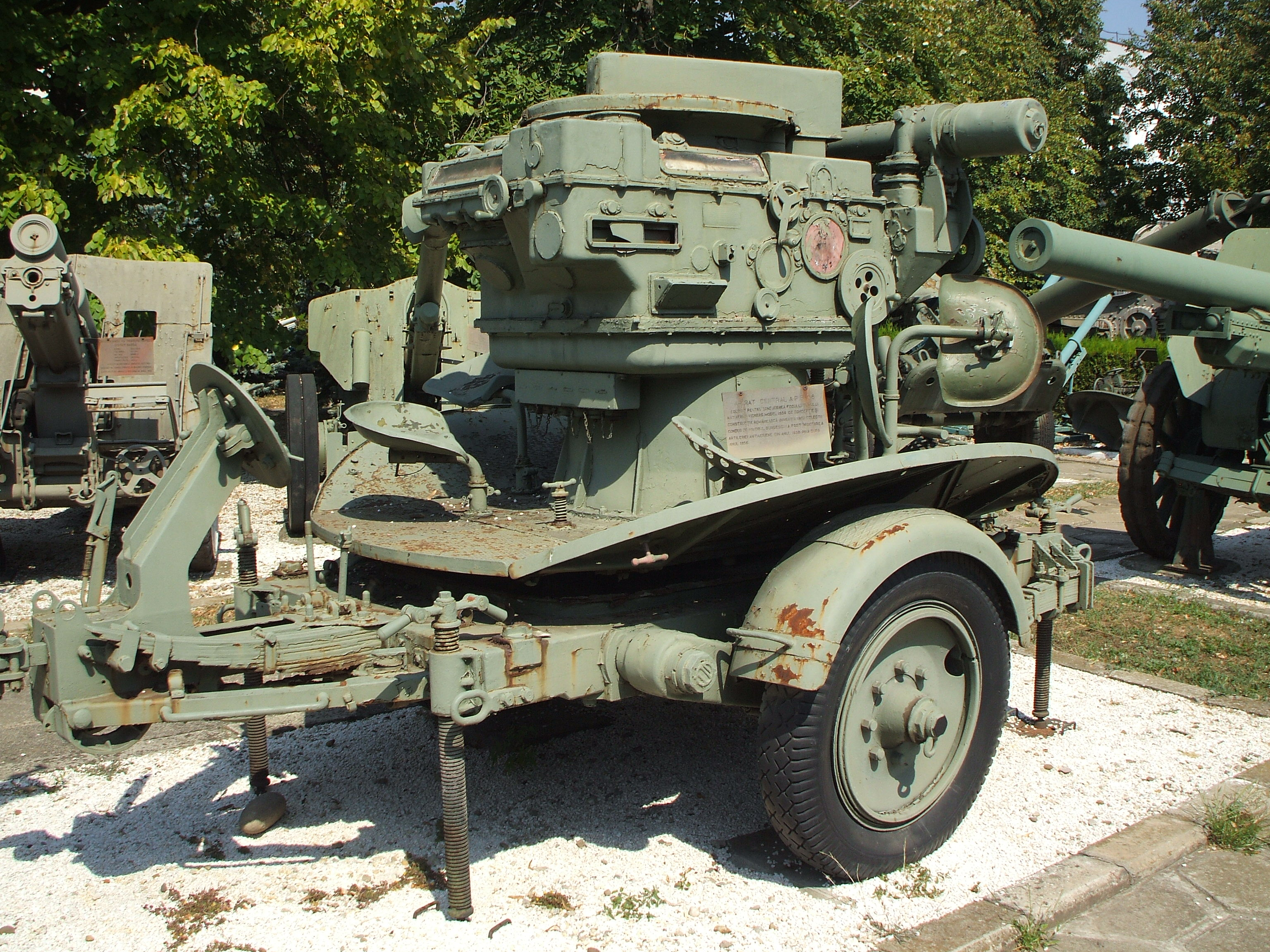
Aparatul de comandă a focului AA sistem Bungescu model 1938 expus la Muzeul Militar Național din București.

De numele generalului Ion Bungescu se leagă apariția primelor tunuri antiaeriene din armata română și primul aparat de conducere a focului românesc.
În 1925 a realizat primul aparat central de tragere, care a fost pus în serviciu în 1926, intrând în dotarea bateriilor artileriei antiaeriene înzestrate cu tunuri de calibru 76,2 mm produse în Cehoslovacia.
Un al doilea model, perfecționat, a fost introdus în înzestrarea artileriei antiaeriene în anul 1928.
Aparatul se baza pe metoda geometrică de calcul, toate măsurătorile și calculele se efectuau de către aparatul central de tragere care transmitea continuu la tunuri elementele de tragere: unghiul de înclinare, azimutul, distanța, focos, -prin teleindicație-, permițând astfel ca ochirea să se execute indirect.
Ca urmare a activităților sale de inventator, în 20.12.1936, Ion Bungescu a devenit membru corespondent al Academiei de Științe din România iar în 05.06.1943 a devenit membru titular al acesteia, în Secțiunea VII - Geniu militar.

## In memoriam
În memoria acestei personalități din domeniul artileriei, Tabăra de Instrucție și Poligon de Trageri Sol-Aer – Capul Midia a primit numele onorific de "General de brigadă Ion Bungescu".